# Worpswede
Worpswede is een gemeente in de Duitse deelstaat Nedersaksen.
Het dorp is gelegen in het Landkreis Osterholz. De gemeente telt 9.614 inwoners en ligt ongeveer 20 kilometer ten noordoosten van de stad Bremen. 

## Delen van de gemeente
Tot de gemeente behoren talrijke kleine dorpen en gehuchten. Vele hiervan zijn tussen plm. 1770 en 1900 ontstane veenkolonies, gekenmerkt door een lange lintbebouwing aan weerszijden van een klein kanaal.
De acht Ortsteile van deze gemeente zijn:
- Worpswede (met Bergedorf, Nordwede, Südwede, Weyerdeelen, Weyermoor, Wörpedahl en Worpheim)
- Hüttenbusch (met Fünfhausen, Heudorf en Hüttendorf)
- Mevenstedt
- Neu Sankt Jürgen
- Ostersode (met Meinershagen en Nordsode)
- Schlußdorf
- Überhamm
- Waakhausen (met Viehland)

## Geografie
Naburige gemeenten zijn onder andere in het zuidoosten Grasberg, in het oosten Tarmstedt, in het zuiden Lilienthal en in het westen Osterholz-Scharmbeck. Met deze laatste plaats is Worpswede door een klein spoorlijntje verbonden. Daarop rijden echter alleen toeristische treinen. Vanuit Bremen en Lilienthal is Worpswede per streekbus bereikbaar, terwijl van en naar omliggende dorpen op werkdagen ook belbussen rijden. 
Het dorp is gelegen aan het riviertje de Hamme,  (via de Lesum een zijtak van de Wezer), en aan de voet van een 54 meter hoge heuvel, de Weyerberg. De omgeving is rijk aan heide en veenland (het zogenaamde Teufelsmoor). In het dorp zelf zijn talrijke galeries en enkele kunsthandels en kleine musea.

## Kunstenaarskolonie
Worpswede heeft zich sedert het einde van de 19e eeuw faam verworven als kunstenaarsdorp.
De architect en schilder Heinrich Vogeler woonde en werkte er. Zijn meest beroemde schepping in Worpswede is de Barkenhoff, een idyllisch landhuis waar onder anderen Rilke tijdelijk zijn verblijf vond. Andere opvallende gebouwen zijn het café-restaurant Kaffee Worpswede, ook wel "Kaffee Verrückt" genoemd; het in 1926 gebouwde houten koepelhuisje op de Weyerberg, dat de bijnaam "Käseglocke" (= kaasstolp) heeft; en de oude winkel van Stolte, waarvan in 1884 de toenmalige eigenares, Mimi Stolte, de student aan de kunstacademie Fritz Mackensen te logeren uitnodigde. Het beviel hem daar zo goed, dat hij het jaar daarop met zijn kunstvrienden, onder wie Otto Modersohn en later ook Paula Becker, die er met hem trouwde, terugkeerde. Dat was het begin van de kunstenaarskolonie in Worpswede.
Kunstenaarskolonie Worpswede heeft, met uitzondering van de Nederlandse schilder Bram van Velde die er rond 1922 ongeveer twee jaar verbleef, geen Nederlandse of Vlaamse kunstenaars weten aan te trekken.

## Afbeeldingen

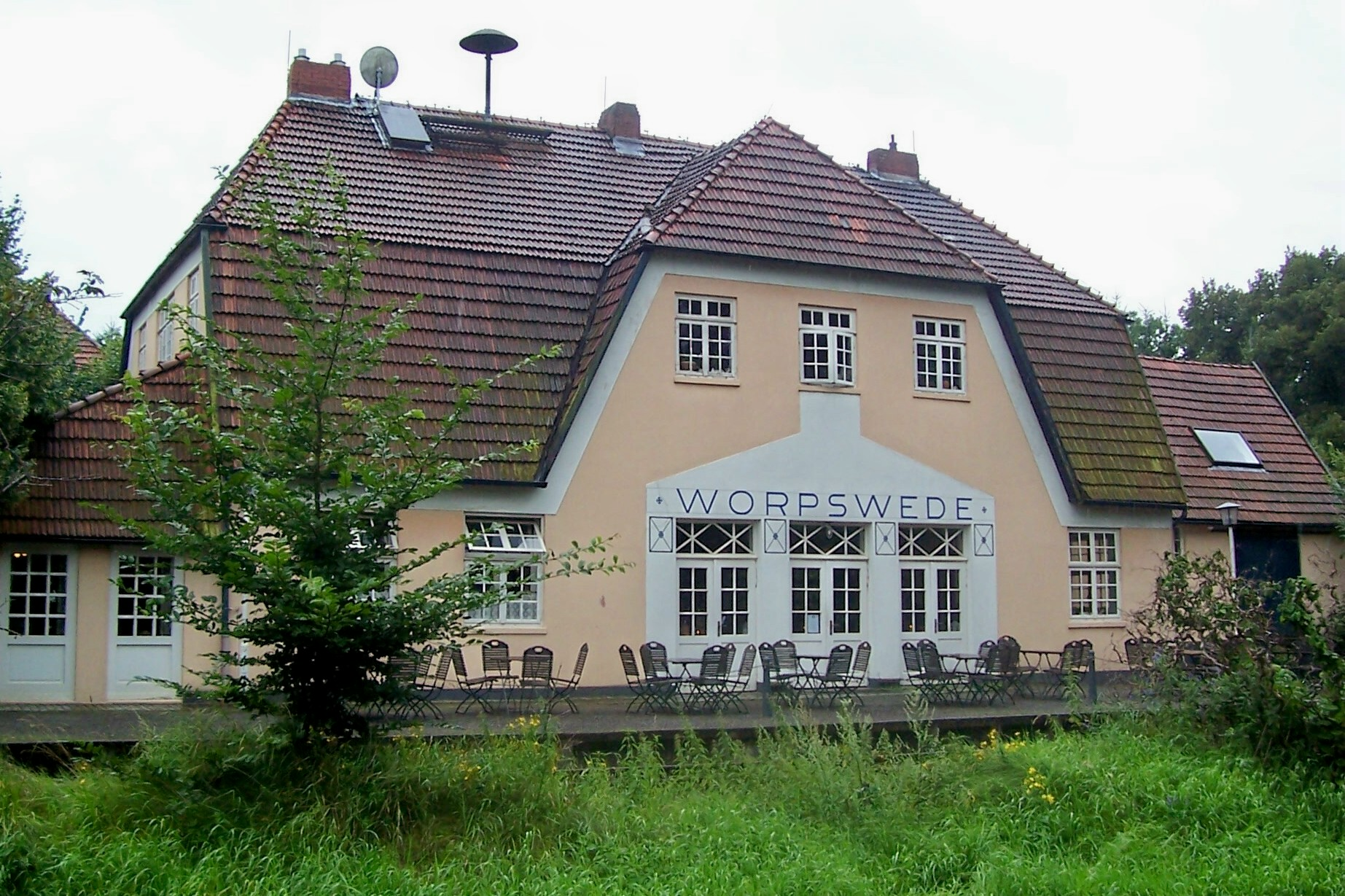
Station
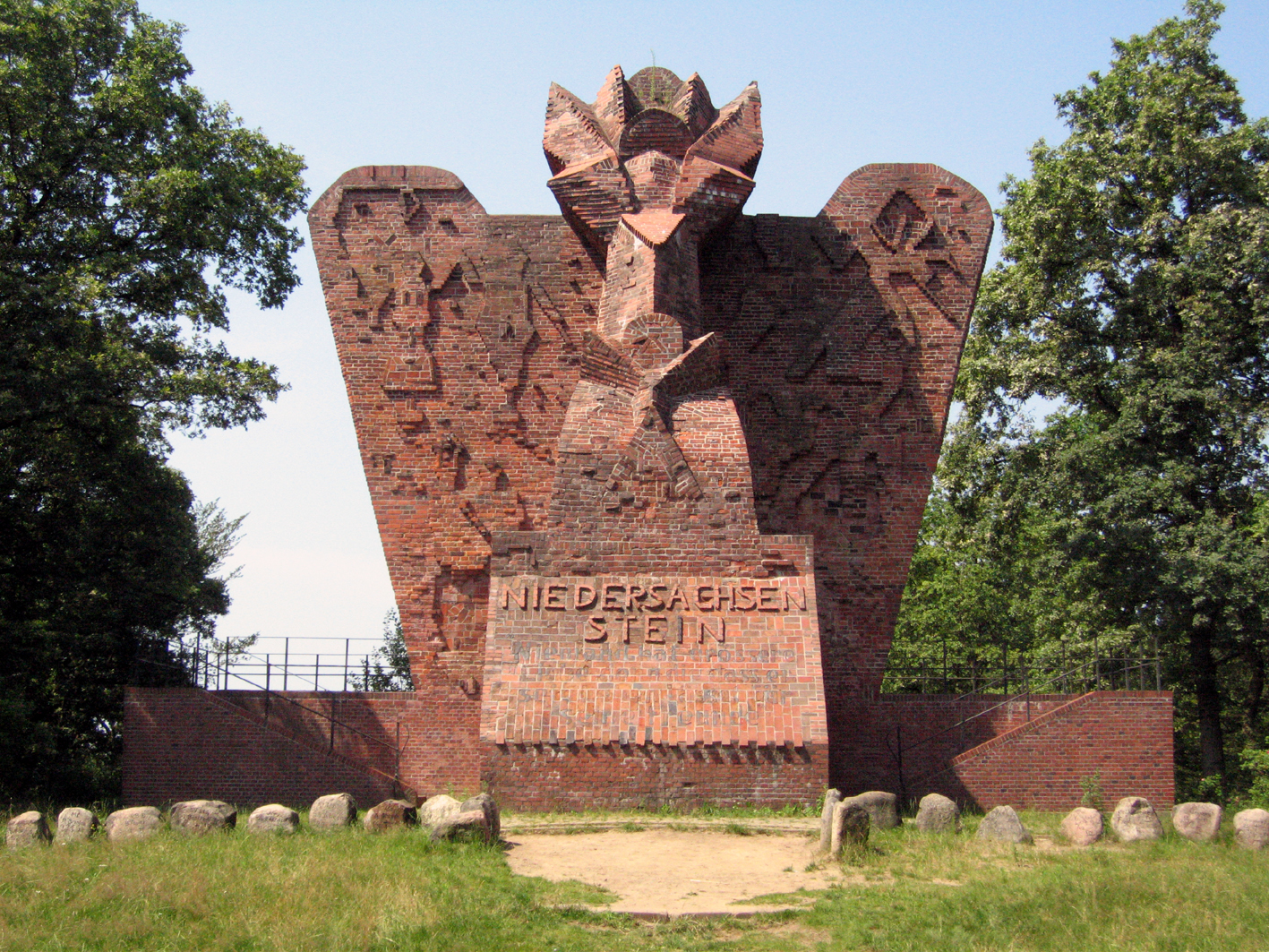
Gedenksteen Niedersachsenstein
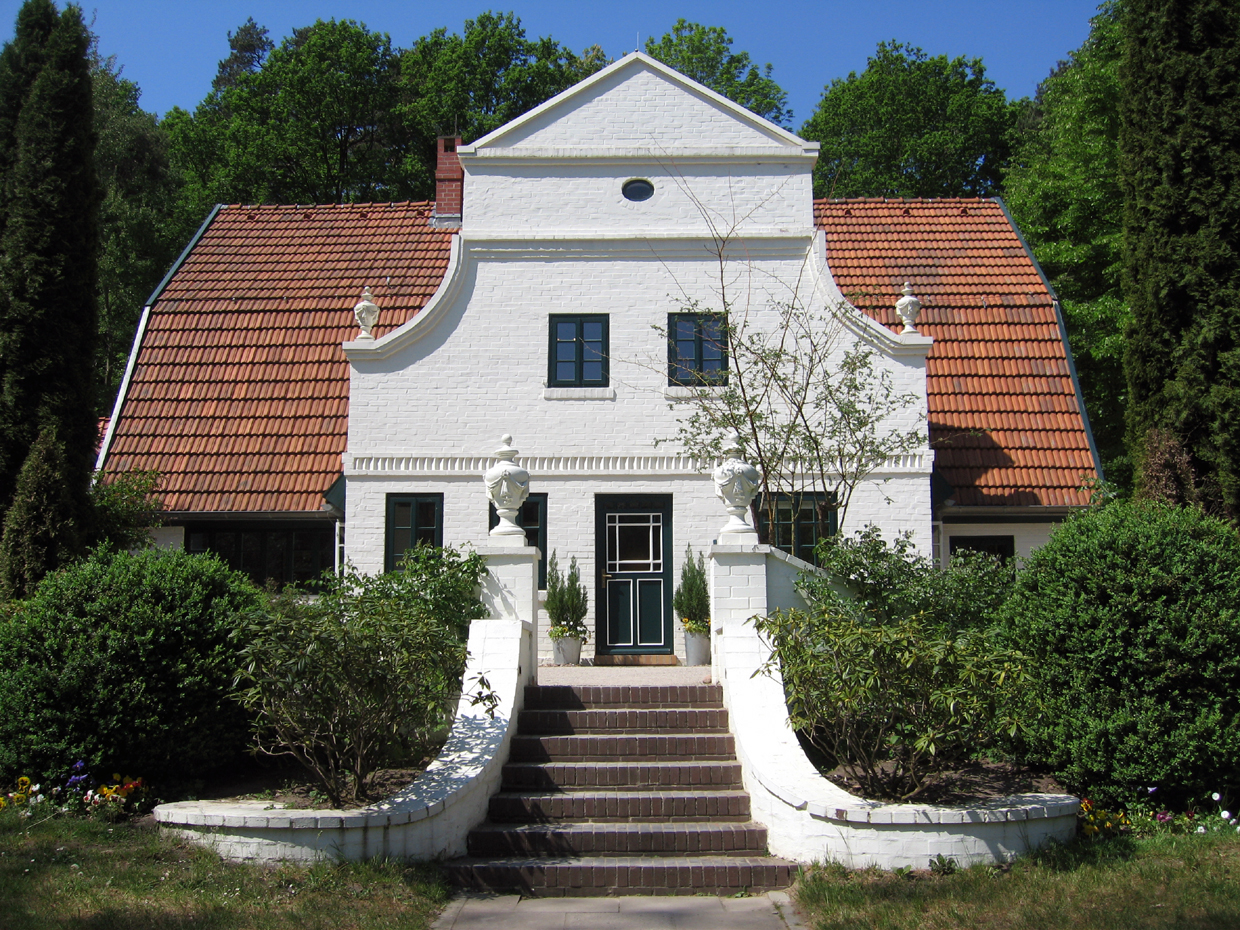
De Barkenhoff
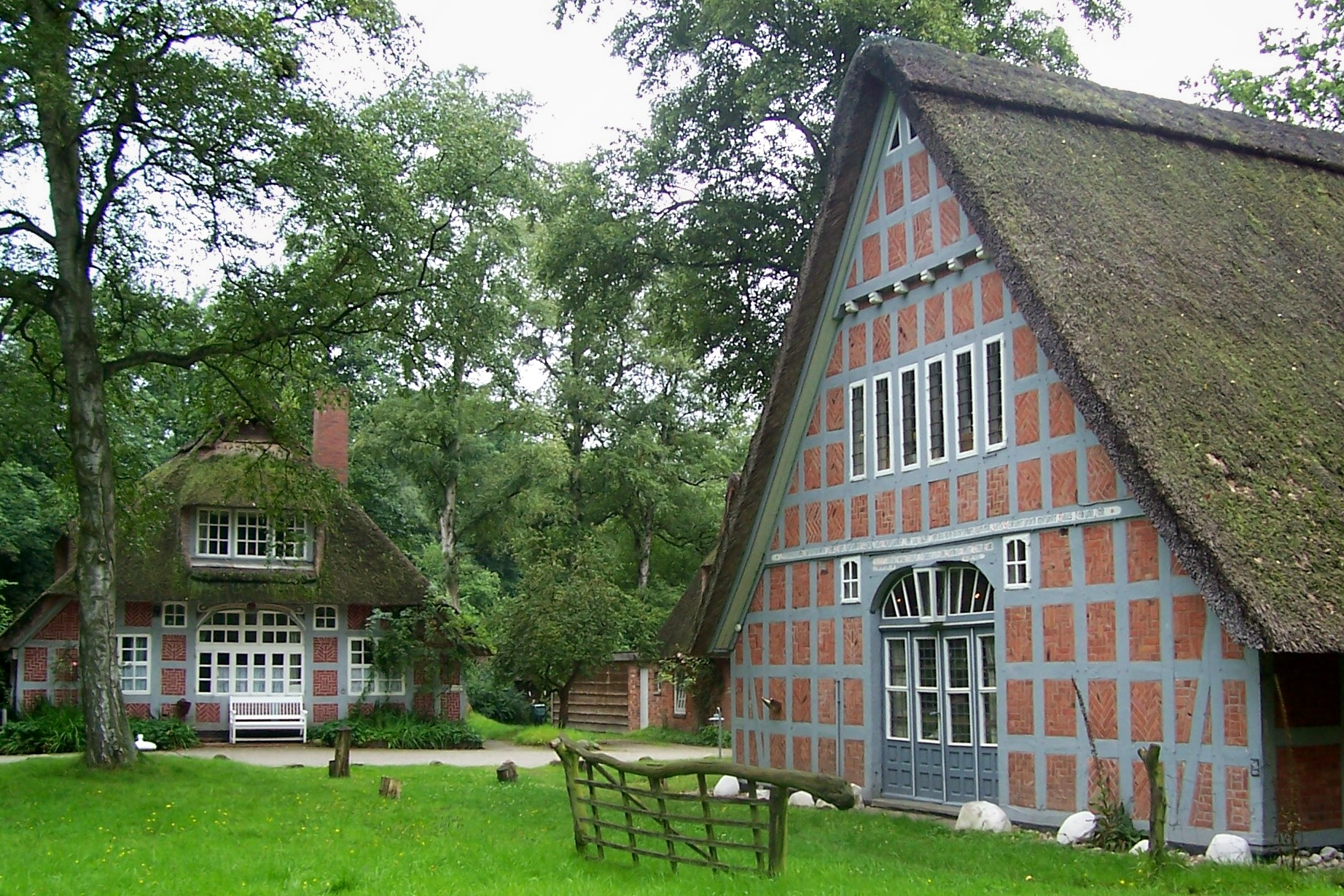
Het Haus im Schluh
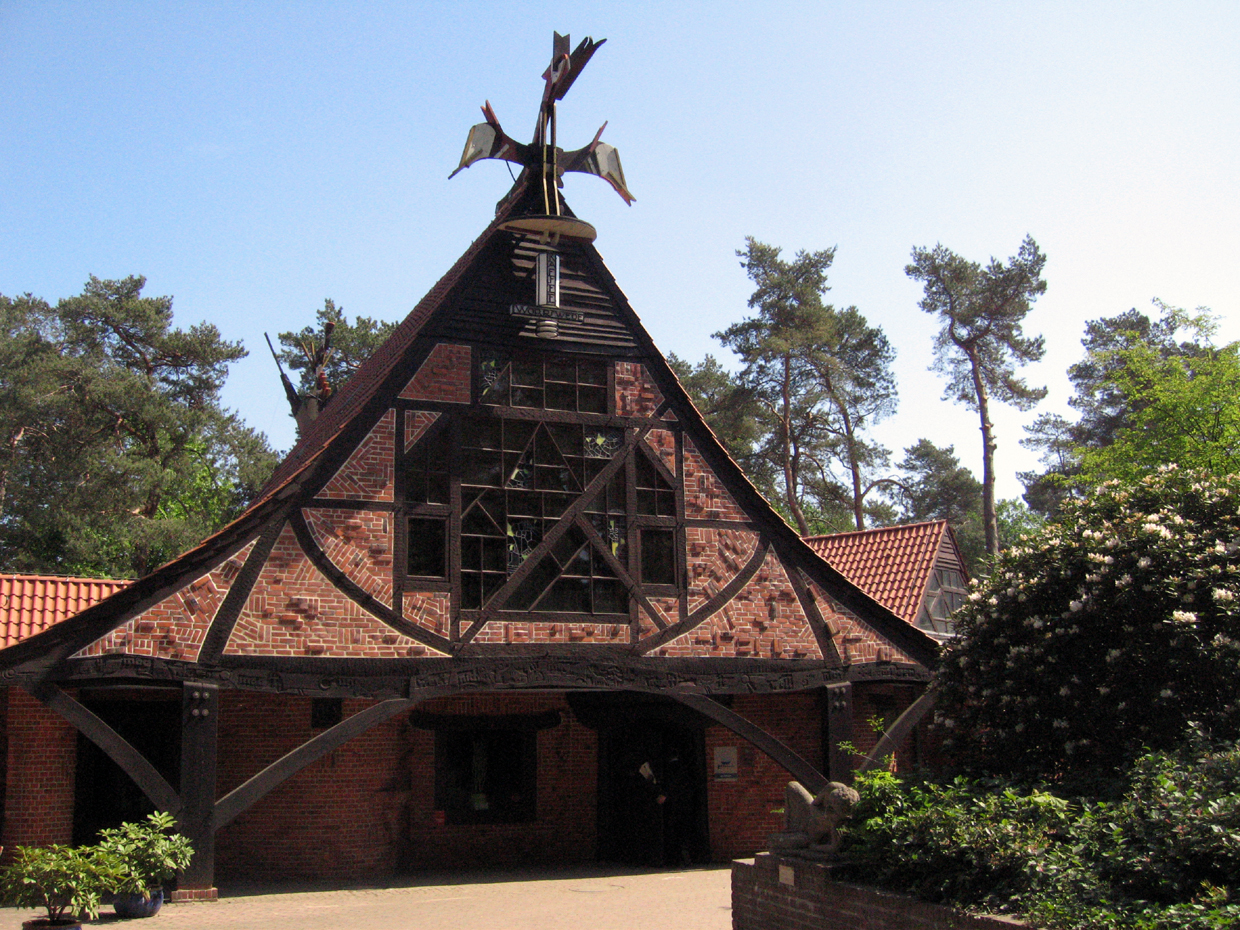
Kaffee Verrückt
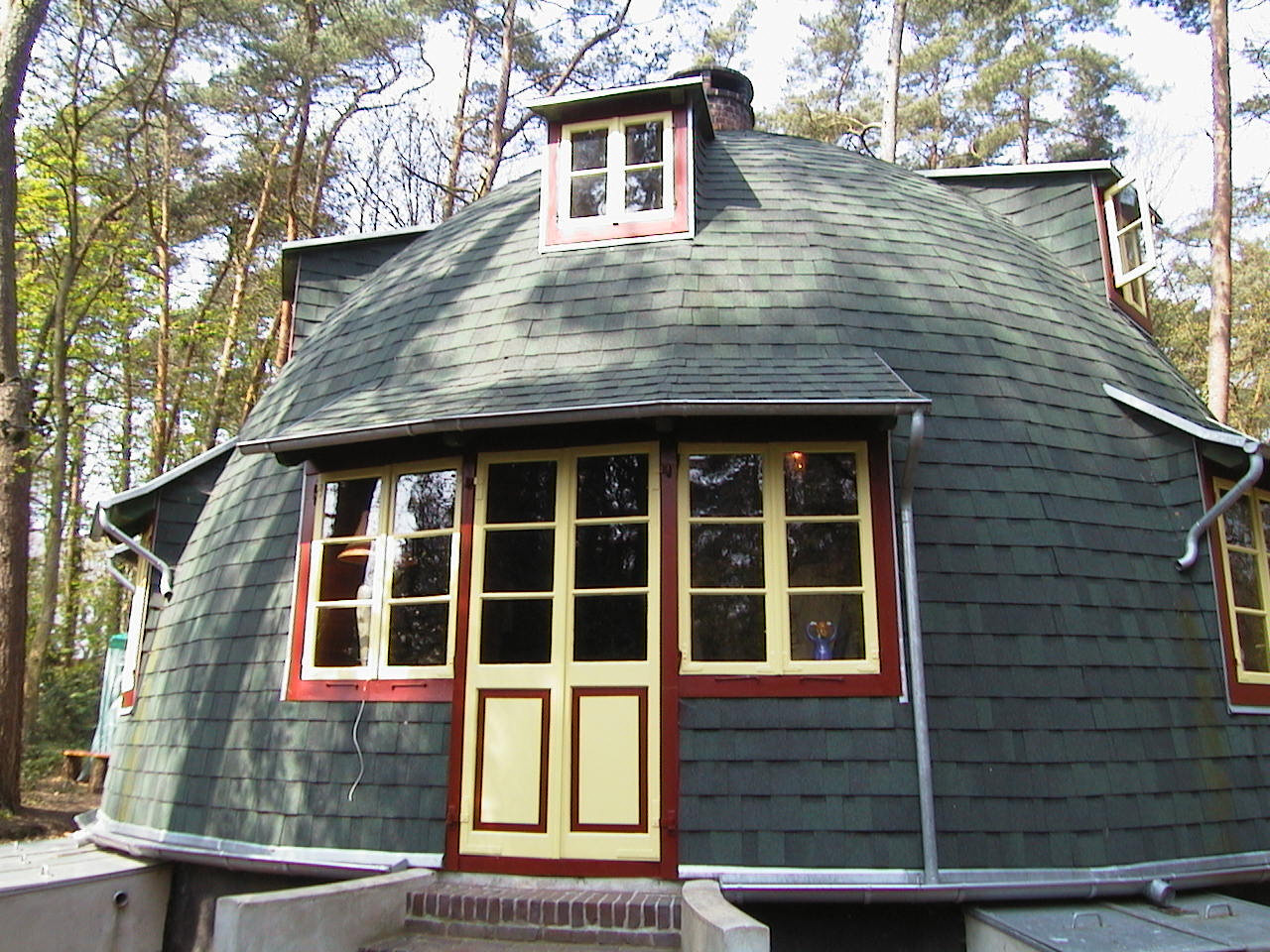
Käseglocke (kaasstolp)